# Draft de la NBA de 1991
El Draft de la NBA de 1991 se celebró en Nueva York el día 26 de junio de ese mismo año.

## Primera ronda

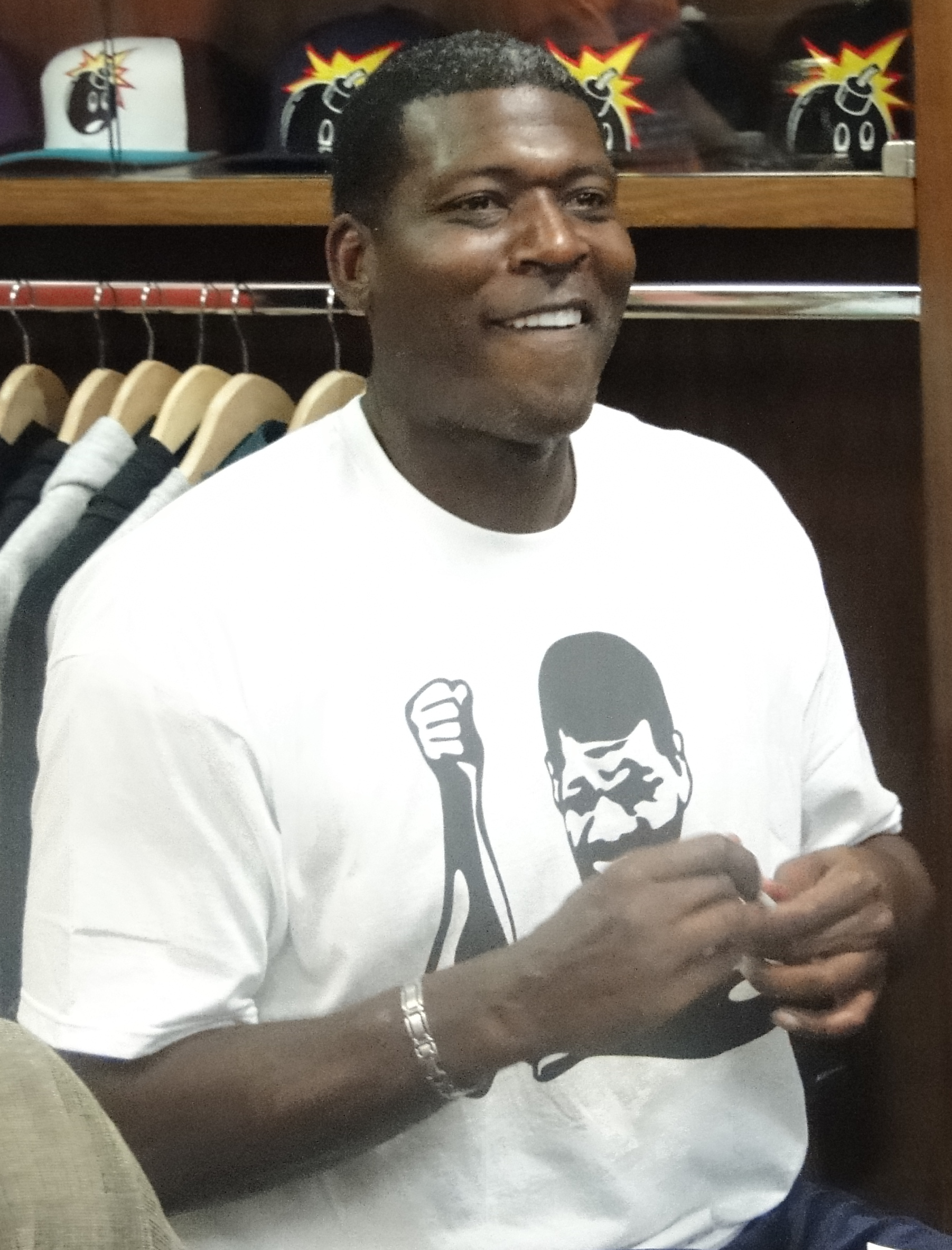
Larry Johnson, nº 1 del Draft.

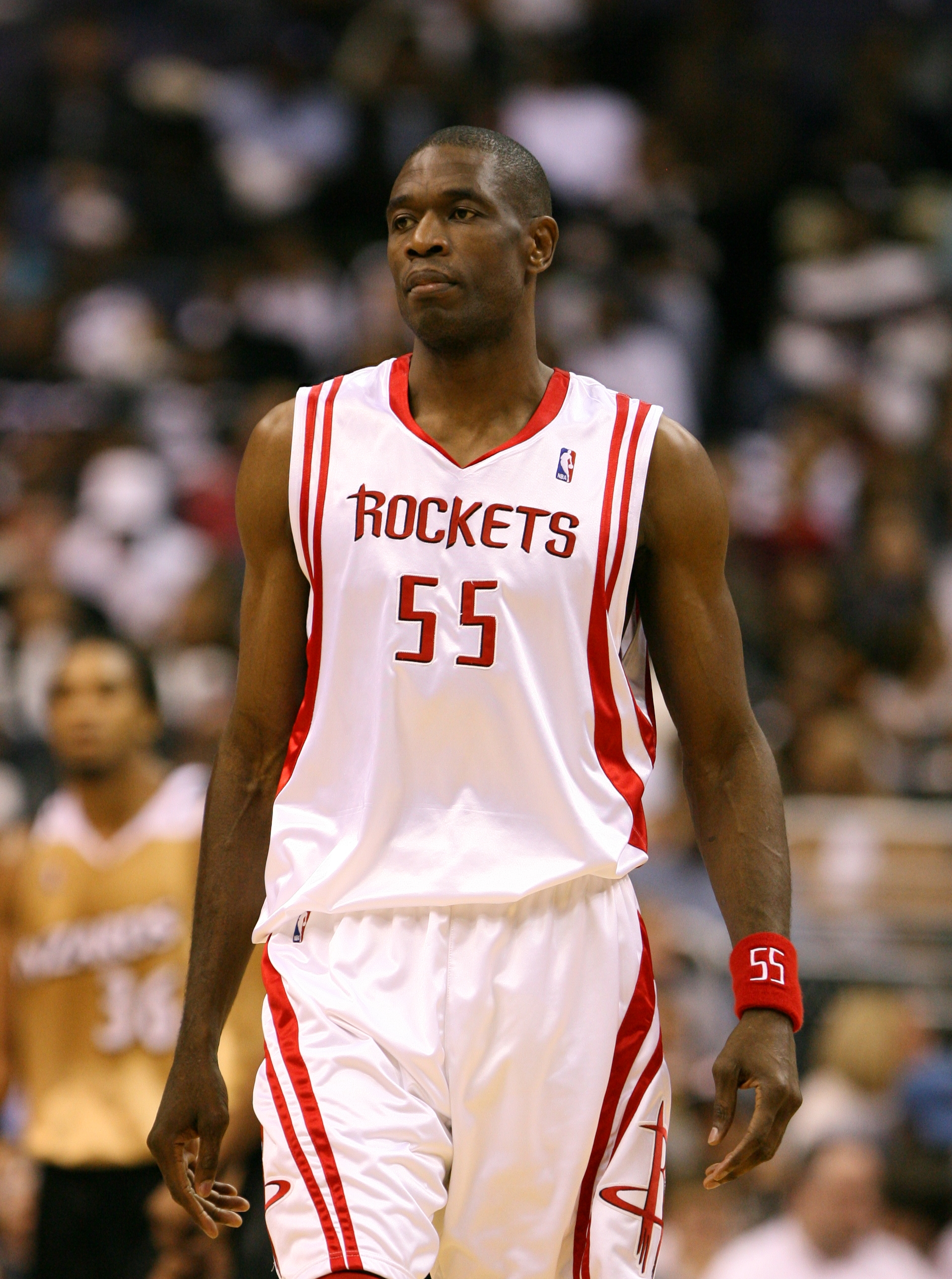
Dikembe Mutombo, la 4ª elección.

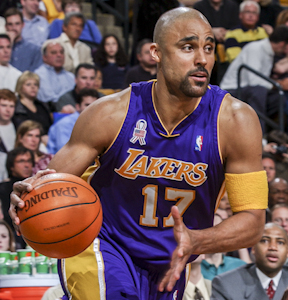
Rick Fox, la 24.ª elección

|  | Denota jugador miembro del Basketball Hall of Fame                                                 |
|  | Denota jugador que ha sido seleccionado al menos en un All-Star Game y un Mejor Quinteto de la NBA |
|  | Denota jugador que ha sido seleccionado al menos en un All-Star Game                               |
|  | Denota jugador que nunca ha jugado en la NBA                                                       |

| Pick | Jugador               | Nacionalidad   | Equipo de la NBA                             | Origen (Universidad/club) |
| ---- | --------------------- | -------------- | -------------------------------------------- | ------------------------- |
| 1    | Larry Johnson (PF)    | Estados Unidos | Charlotte Hornets                            | UNLV                      |
| 2    | Kenny Anderson (PG)   | Estados Unidos | New Jersey Nets                              | Georgia Tech              |
| 3    | Billy Owens (SF)      | Estados Unidos | Sacramento Kings (traspasado a Golden State) | Syracuse                  |
| 4    | Dikembe Mutombo (C)   | Zaire          | Denver Nuggets                               | Georgetown                |
| 5    | Steve Smith (SG)      | Estados Unidos | Miami Heat                                   | Michigan State            |
| 6    | Doug Smith (PF)       | Estados Unidos | Dallas Mavericks                             | Missouri                  |
| 7    | Luc Longley (C)       | Australia      | Minnesota Timberwolves                       | New Mexico                |
| 8    | Mark Macon (SG)       | Estados Unidos | Denver Nuggets                               | Temple                    |
| 9    | Stacey Augmon (SG/SF) | Estados Unidos | Atlanta Hawks                                | UNLV                      |
| 10   | Brian Williams (PF/C) | Estados Unidos | Orlando Magic                                | Arizona                   |
| 11   | Terrell Brandon (PG)  | Estados Unidos | Cleveland Cavaliers                          | Oregon                    |
| 12   | Greg Anthony (PG)     | Estados Unidos | New York Knicks                              | UNLV                      |
| 13   | Dale Davis (PF)       | Estados Unidos | Indiana Pacers                               | Clemson                   |
| 14   | Rich King (C)         | Estados Unidos | Seattle SuperSonics                          | Nebraska                  |
| 15   | Anthony Avent (PF)    | Estados Unidos | Atlanta Hawks                                | Seton Hall                |
| 16   | Chris Gatling (PF)    | Estados Unidos | Golden State Warriors                        | Old Dominion              |
| 17   | Victor Alexander (C)  | Estados Unidos | Golden State Warriors                        | Iowa State                |
| 18   | Kevin Brooks (SF)     | Estados Unidos | Milwaukee Bucks                              | Southwestern Louisiana    |
| 19   | LaBradford Smith (SG) | Estados Unidos | Washington Bullets                           | Louisville                |
| 20   | John Turner (PF)      | Estados Unidos | Houston Rockets                              | Phillips                  |
| 21   | Eric Murdock (PG)     | Estados Unidos | Utah Jazz                                    | Providence                |
| 22   | LeRon Ellis (PF)      | Estados Unidos | Los Angeles Clippers                         | Syracuse                  |
| 23   | Stanley Roberts (C)   | Estados Unidos | Orlando Magic                                | LSU                       |
| 24   | Rick Fox (SF)         | Canadá         | Boston Celtics                               | North Carolina            |
| 25   | Shaun Vandiver (PF)   | Estados Unidos | Golden State Warriors                        | Colorado                  |
| 26   | Mark Randall (PF)     | Estados Unidos | Chicago Bulls                                | Kansas                    |
| 27   | Pete Chilcutt (PF)    | Estados Unidos | Sacramento Kings                             | North Carolina            |

## Segunda ronda
| Pick | Jugador              | Nacionalidad   | Equipo de la NBA       | Origen (Universidad/club)       |
| ---- | -------------------- | -------------- | ---------------------- | ------------------------------- |
| 28   | Kevin Lynch (G/F)    | Estados Unidos | Charlotte Hornets      | Minnesota                       |
| 29   | George Ackles (C/PF) | Estados Unidos | Miami Heat             | UNLV                            |
| 30   | Rodney Monroe (G/F)  | Estados Unidos | Atlanta Hawks          | North Carolina State            |
| 31   | Randy Brown (PG)     | Estados Unidos | Sacramento Kings       | New Mexico State                |
| 32   | Chad Gallagher (C)   | Estados Unidos | Phoenix Suns           | Creighton                       |
| 33   | Donald Hodge (C)     | Estados Unidos | Dallas Mavericks       | Temple                          |
| 34   | Myron Brown (G)      | Estados Unidos | Minnesota Timberwolves | Slippery Rock                   |
| 35   | Mike Iuzzolino (G)   | Estados Unidos | Dallas Mavericks       | St. Francis (PA)                |
| 36   | Chris Corchiani (G)  | Estados Unidos | Orlando Magic          | North Carolina State            |
| 37   | Elliot Perry (PG)    | Estados Unidos | Los Angeles Clippers   | Memphis State                   |
| 38   | Joe Wylie (PF)       | Estados Unidos | Los Angeles Clippers   | Miami (FL)                      |
| 39   | Jimmy Oliver (G/F)   | Estados Unidos | Cleveland Cavaliers    | Purdue                          |
| 40   | Doug Overton (PG)    | Estados Unidos | Detroit Pistons        | La Salle                        |
| 41   | Sean Green (F/G)     | Estados Unidos | Indiana Pacers         | Iona                            |
| 42   | Steve Hood (SF)      | Estados Unidos | Sacramento Kings       | James Madison                   |
| 43   | Lamont Strothers (G) | Estados Unidos | Golden State Warriors  | Christopher Newport             |
| 44   | Álvaro Teherán (C)   | Colombia       | Philadelphia 76ers     | Houston                         |
| 45   | Bobby Phills (SG)    | Estados Unidos | Milwaukee Bucks        | Southern                        |
| 46   | Richard Dumas (F)    | Estados Unidos | Phoenix Suns           | Oklahoma State                  |
| 47   | Keith Hughes (PF)    | Estados Unidos | Houston Rockets        | Rutgers                         |
| 48   | Isaac Austin (C)     | Estados Unidos | Utah Jazz              | Arizona State                   |
| 49   | Greg Sutton (G)      | Estados Unidos | San Antonio Spurs      | Oral Roberts                    |
| 50   | Joey Wright (SG)     | Estados Unidos | Phoenix Suns           | Texas                           |
| 51   | Žan Tabak (C)        | Croacia        | Houston Rockets        | Jugoplastika Split (Yugoslavia) |
| 52   | Anthony Jones (SF)   | Estados Unidos | Los Angeles Lakers     | Oral Roberts                    |
| 53   | Von McDade (SG)      | Estados Unidos | New Jersey Nets        | UWM                             |
| 54   | Marcus Kennedy (PF)  | Estados Unidos | Portland Trail Blazers | Eastern Michigan                |

## Jugadores destacados no incluidos en el draft
Estos jugadores no fueron seleccionados en el draft de la NBA de 1991, pero han jugado al menos un partido en la NBA.
| Jugador           | Pos. | Nacionalidad   | Universidad/Club         |
| ----------------- | ---- | -------------- | ------------------------ |
| Darrell Armstrong | PG   | Estados Unidos | Fayetteville State (Sr.) |
| John Crotty       | PG   | Estados Unidos | Virginia (Sr.)           |
| Jay Guidinger     | C    | Estados Unidos | Minnesota–Duluth (Sr.)   |
| Keith Owens       | F    | Estados Unidos | UCLA (Sr.)               |
| Robert Pack       | PG   | Estados Unidos | USC (Sr.)                |
| Lorenzo Williams  | C    | Estados Unidos | Stetson (Sr.)            |